# Paradise Oskar
Paradise Oskar, artistnamn för Axel Ehnström, född 23 oktober 1990 i Kyrkslätt, är en finländsk musiker och sångare och låtskrivare. Ehnström är uppvuxen i Kyrkslätt, men bor numera i Helsingfors där han studerat vid Pop- och jazzkonservatoriet. Ehnström är finlandssvensk. Artistnamnet kommer från Astrid Lindgrens Rasmus på luffen.

## Eurovision Song Contest 2011
Den 12 februari 2011 vann Paradise Oskar den finländska nationella uttagningen till Eurovision Song Contest 2011, med sitt bidrag "Da Da Dam". Han fick därmed representera Finland vid tävlingen i Düsseldorf. 
I semifinalen av ESC, den 10 maj, tog han sig vidare till finalen. 
Ehnström är en av få av finländarna som tagit sig till final i Eurovision Song Contest.
Vid Eurovision Song Contest finalen fick Axel, efter lottad turordning tävla först med sitt bidrag Da Da Dam. Han fick 12 poäng från Norge, 10 från Island, 5 poäng från Danmark, 5 poäng från Polen, 7 poäng från Sverige, 2 poäng från Tyskland, 5 poäng från Schweiz, 1 poäng från Litauen, 3 poäng från Irland och 7 poäng från Estland. Paradise Oskar slutade därmed på 21:a plats i tävlingen.

## Diskografi

### Studioalbum
- 2011 - Sunday Songs

### Singlar
- 2011 - "Da Da Dam"
- 2011 - "Sunday Everyday"

### Fotnoter
1. ↑  ”Arkiverade kopian”. Arkiverad från originalet den 2 december 2010. https://web.archive.org/web/20101202043559/http://satumaa.yle.fi/euroviisut/suomen-karsinta-2011/paradise-oskar. Läst 12 februari 2011.
2. ↑  ”Biografia” (finska). Paradise Oskar. Arkiverad från originalet den 24 mars 2012. https://web.archive.org/web/20120324002637/http://www.paradiseoskarmusic.com/biografia/. Läst 21 juni 2011.
3. ↑  Eva Frantz (24 februari 2016). ”Pojken och jordklotet” (på svenska). Svenska Yle. https://svenska.yle.fi/artikel/2016/02/24/paradise-oskar-pojken-och-jordklotet. Läst 16 juli 2019.
4. ↑  ”Arkiverade kopian”. Arkiverad från originalet den 17 februari 2011. https://web.archive.org/web/20110217120551/http://satumaa.yle.fi/euroviisut/2011-02-12/paradise-oskar-l-htee-d-sseldorfiin. Läst 12 februari 2011.
5. ↑  ”Arkiverade kopian”. Arkiverad från originalet den 14 februari 2011. https://web.archive.org/web/20110214202759/http://www.esctoday.com/news/read/16747. Läst 12 februari 2011.